# Anguilla (geslacht)
Anguilla is een geslacht van straalvinnige vissen uit de familie van echte palingen (Anguillidae). Het geslacht is voor het eerst wetenschappelijk beschreven in 1798 door Schrank.

## Soorten
- Anguilla anguilla (Linnaeus, 1758) – Paling (Atlantische Oceaan, van Marokko, Middellandse Zee, Zwarte Zee, Oostzee, geheel Europa tot het noorden van Noorwegen)
- Anguilla australis australis Richardson, 1841
- Anguilla australis schmidti Phillipps, 1925
- Anguilla bengalensis (Gray, 1831)
- Anguilla bicolor bicolor McClelland, 1844
- Anguilla bicolor pacifica Schmidt, 1928
- Anguilla borneensis Popta, 1924 (Borneo)
- Anguilla celebesensis Kaup, 1856 (Westelijke Grote Oceaan)
- Anguilla dieffenbachii Gray, 1842 – Nieuw-Zeelandse paling (Zuidwestelijke Grote Oceaan)
- Anguilla interioris Whitley, 1938 (Oceanië)
- Anguilla japonica Temminck & Schlegel, 1846 – Japanse paling (Azië)
- Anguilla labiata (Peters, 1852)
- Anguilla luzonensis Watanabe, Aoyama & Tsukamoto, 2009 (Filipijnen)
- Anguilla malgumora Kaup, 1856 (Azië)
- Anguilla marmorata Quoy & Gaimard, 1824 (Indische Oceaan en westelijke Grote Oceaan)
- Anguilla megastoma Kaup, 1856 (Grote Oceaan)
- Anguilla mossambica (Peters, 1852) (Westelijke Indische Oceaan)
- Anguilla nebulosa McClelland, 1844 (Indische Oceaan)
- Anguilla obscura Günther, 1872 (Grote Oceaan)
- Anguilla reinhardtii Steindachner, 1867 (Azië and Oceanië)
- Anguilla rostrata (Lesueur, 1817) – Amerikaanse paling (Noordwestelijk en westelijk deel van de Atlantische Oceaan)

De soorten Anguilla anguilla, Anguilla japonica en Anguilla rostrata vertonen veel overeenkomsten. Morfologisch zijn A. rostrata en A. anguilla slechts te onderscheiden aan het aantal rugwervels. DNA-onderzoek heeft uitgewezen dat het twee aparte soorten zijn, waartussen wel een geringe mate van hybridisatie voorkomt. De soorten uit het gebied oostelijk van Australië en rond Nieuw-Zeeland (A. reinhardtii en A. dieffenbachii) leggen hun eieren in de Koraalzee en de jonge vis zwemt dan naar de kusten van Australië en Nieuw-Zeeland om de rivieren op te zwemmen en te gedijen in de zoetwaterstromen van het land.